# Július Szaniszló
Július Szaniszló, též Gyula Szaniszló (* 28. února 1937), byl slovenský a československý politik maďarské národnosti, bezpartijní poslanec Slovenské národní rady v 60. letech a Sněmovny národů Federálního shromáždění za normalizace.

## Biografie
Ve volbách roku 1964 se stal poslancem Slovenské národní rady. Patřil mezi 11 etnických Maďarů zvolených toho roku do SNR.
Po provedení federalizace Československa usedl v lednu 1969 do Sněmovny národů Federálního shromáždění. Do federálního parlamentu ho nominovala Slovenská národní rada. Ve federálním parlamentu setrval do konce funkčního období, tedy do voleb roku 1971.